# Marwar-Merwara
Marwar-Merwara fou una subdivisió del districte de Merwara a la província britànica d'Ajmer-Merwara. Tenia 186 km² i una població d'uns 6.000 habitants. Era un territori muntanyós i poc poblat sobre el que el maharajà de Jodhpur (principat conegut també com a Marwar) tenia alguns drets.

## Història
El 1891 el districte de Merwara es va dividir en tres seccions:
- British Merwara
- Marwar-Merwara
- Mewar-Merwara

Tot el districte va romandre sota administració britànica directe; els excesos de recaptació eren pagats al maharaja de Marwar (Jodhpur). Va restar en aquesta situació fins al 1938 quan la zona fou incorporada a l'estat de Jodhpur.